# Paul Joseph Cohen
Paul Joseph Cohen, ameriški matematik, * 2. april 1934, Long Branch, New Jersey, ZDA, † 23. marec 2007, Stanford, Kalifornija, ZDA.
Cohen je najbolj znan po svojem dokazu neodvisnosti domneve kontinuuma in aksioma izbire iz Zermelo-Fraenklove teorije množic, najbolj široko sprejeto aksiomatizacijo teorije množic. Za svoje delo o domnevi kontinuuma je leta 1966 prejel Fieldsovo medaljo, leta 1967 pa ameriško nacionalno medaljo znanosti. Cohen je do sedaj edini prejemnik Fieldsove medalje za svoje delo na področju matematične logike.